# Wilhelm Sturm
Wilhelm Sturm (Bochum, 1940. február 8. – 1996. november 5.) nyugatnémet válogatott német labdarúgó, középpályás.

## Pályafutása

### Klubcsapatban
1961-ig az Union Günnigfeld, 1961 és 1971 között a Borussia Dortmund labdarúgója volt. A Borussiával egy-egy nyugatnémet bajnoki címet és kupagyőzelmet ért el. Tagja volt az 1965–66-os idényben KEK-győztes együttesnek.

### A válogatottban
1964-ben egy alkalommal szerepelt a nyugatnémet válogatottban.

## Sikerei, díjai
Borussia Dortmund
- Nyugatnémet bajnokság (Oberliga / Bundesliga)
  - bajnok: 1962–63
  - 2.: 1965–66
- Nyugatnémet kupa (DFB-Pokal)
  - győztes: 1965
  - döntős: 1963
- Kupagyőztesek Európa-kupája (KEK)
  - győztes: 1965–66

## Statisztika

### Mérkőzése a nyugatnémet válogatottban
| NSZK | NSZK            | NSZK                       | NSZK       | NSZK     | NSZK     | NSZK       | NSZK  | NSZK    |
| #    | Dátum           | Helyszín                   | Hazai      | Eredmény | Vendég   | Kiírás     | Gólok | Esemény |
| ---- | --------------- | -------------------------- | ---------- | -------- | -------- | ---------- | ----- | ------- |
| 1.   | 1964. június 7. | Helsinki, Olimpiai Stadion | Finnország | 1 – 4    | NSZK     | barátságos | -     | 78'     |
|      | Összesen        |                            |            | 1        | mérkőzés |            | 0     | gól     |